# День возрождения, единства и поэзии Махтумкули Фраги
День возрождения, единства и поэзии Махтумкули Фраги (туркм. Galkynyş, Agzybirlik we Magtymguly Pyragynyň şygryýet güni)— был одним из официально установленных праздников Туркменистана. Отмечался 18 мая.

## Празднование
В Туркменистане широко отмечался День возрождения, единства и поэзии Махтумкули Фраги. В столице и областных центрах Туркмении проходили торжественные мероприятия, выставки, концерты и массовые гуляния. В День возрождения, единства и поэзии Махтумкули Фраги проводилась амнистия.

### 2011 год
По всей стране проходили праздничные гулянья. Гурбангулы Бердымухамедов принял участие в открытии новой резиденции президента Туркменистана «Огузхан», Монумента Конституции, а также в туркменской столице после коренной реконструкции открылся отель «Нусай».

### 2012 год
По всей стране прошли яркие торжества в честь 20-й годовщины принятия Конституции и Дня возрождения, единства и поэзии Махтумкули Фраги. В Ашхабаде на площади возле памятника Махтумкули, на проспекте Махтумкули, состоялось возложение цветов к подножию скульптуры Фраги. Концерты под названием «Это и есть основа туркмен!» состоялись в столичных киноконцертных центрах «Ватан» и «Туркменистан», а также театры страны представили патриотические сценические постановки, посвященные празднику. Гурбангулы Бердымухамедов принял участие в открытии центра «Алем», гигантского сооружения общей высотой 95 метров, на которой возвышается колесо обозрения диаметром внешнего круга 57 метров. Заключительной частью праздника стал красочный салют над новой архитектурной достопримечательностью Ашхабада – колесом обозрения центра «Алем».